# Tefenni
Tefenni ist ein Landkreis und eine Kreisstadt in der türkischen Provinz Burdur. Die Stadt liegt etwa 70 Kilometer südwestlich der Provinzhauptstadt Burdur. Tefenni beherbergt 65,6 Prozent der Landkreisbevölkerung.

## Landkreis
Der Landkreis grenzt intern an den Kreis Karamanlı im Norden und Nordosten sowie an den Kreis Çavdır im Süden und Südwesten. Extern grenzt er im Westen an die Provinz Denizli (Kreis Acıpayam) und im Südosten an die Provinz Antalya (Kreis Korkuteli).
Neben der Kreisstadt besteht der Kreis Tefenni aus 14 Dörfern (Köy) mit durchschnittlich 263 Bewohnern. Beyköy ist mit 760 Einwohnern das größte Dorf, weitere fünf Dörfer haben ebenfalls mehr Einwohner als der Durchschnitt. Die Bevölkerungsdichte erreicht den halben Provinzwert (18,4 – 37,2 Einw. je km²).